# Villeneuve-sur-Auvers
Villeneuve-sur-Auvers är en kommun i departementet Essonne i regionen Île-de-France i norra Frankrike. Kommunen ligger i kantonen Étréchy som tillhör arrondissementet Étampes. År 2022 hade Villeneuve-sur-Auvers 595 invånare.

## Befolkningsutveckling
Antalet invånare i kommunen Villeneuve-sur-Auvers
| Referens: INSEE |